# Bojongasih (Parakan Salak)
Bojongasih is een bestuurslaag in het regentschap Sukabumi van de provincie West-Java, Indonesië. Bojongasih telt 5887 inwoners (volkstelling 2010).